# It’s the End of the World but It’s a Beautiful Day
It’s the End of the World but It’s a Beautiful Day — 6-й студийный альбом рок-группы Thirty Seconds to Mars, вышедший 15 сентября 2023 года. На синглы Stuck и Seasons были выпущены видеоклипы. Это был первый альбом после их дебюта без гитариста Томислава Милишевича, который покинул рок-группу в июне 2018 года. Альбом содержит 11 песен и его общая длительность составляет 33 минуты и 25 секунд.

## Список композиций
| №                   | Название             | Длительность |
| ------------------- | -------------------- | ------------ |
| 1.                  | «Stuck»              | 3:02         |
| 2.                  | «Life is Beautiful»  | 3:19         |
| 3.                  | «Seasons»            | 2:46         |
| 4.                  | «Get Up Kid»         | 2:58         |
| 5.                  | «Love These Days»    | 3:00         |
| 6.                  | «World on Fire»      | 3:18         |
| 7.                  | «7:1»                | 2:45         |
| 8.                  | «Never Not Love You» | 3:14         |
| 9.                  | «Midnight Prayer»    | 2:34         |
| 10.                 | «Lost These Days»    | 3:05         |
| 11.                 | «Avalanche»          | 3:24         |
| Общая длительность: | Общая длительность:  | 33:25        |